# 珀斯 (澳大利亞國會選區)
珀斯選區（英語：Division of Perth），是澳大利亞西澳大利亞州的下議院選區，位於州府珀斯市中心，選區名亦因而得來。面積78平方公里。
該區是工黨的安全選區，上一次自由黨勝選是1980年。自2016年起，至2018年當區議員是添·哈芒。
選區始於1900年，是聯邦成立時的七十五個原始選區之一。
2018年5月2日，添·哈芒宣佈以家庭為理由，辭去國會眾議院議員職位，在下一屆聯邦大選前會引發起一場2018年珀斯選區補選。

## 议员
| 议员 | 议员            | 政党           | 任期          |
| ---- | --------------- | -------------- | ------------- |
|      | 詹姆斯·福勒     | 工党           | 1901年–1909年 |
|      | 詹姆斯·福勒     | 联邦自由党     | 1909–1916     |
|      | 詹姆斯·福勒     | 国民党         | 1916–1922     |
|      | 爱德华·曼恩     | 国民党         | 1922年–1929年 |
|      | 爱德华·曼恩     | 独立候选人     | 1929–1929     |
|      | 沃尔特·奈恩     | 国民党         | 1929年–1931年 |
|      | 沃尔特·奈恩     | 澳大利亚统一党 | 1931年–1943年 |
|      | 托姆·柏克       | 工党           | 1943年–1955年 |
|      | 弗雷德·查内     | 自由党         | 1955年–1969年 |
|      | Joe Berinson    | 工党           | 1969年–1975年 |
|      | 罗斯·麦克莱恩   | 自由党         | 1975年–1983年 |
|      | 里克·查尔斯沃思 | 工党           | 1983年–1993年 |
|      | 斯蒂芬·史密斯   | 工党           | 1993年–2013年 |
|      | 艾倫娜·麥泰蘭   | 工党           | 2013年–2016年 |
|      | 添·哈芒         | 工党           | 2016年–2018年 |
|      | 帕特里克·戈爾曼 | 工党           | 2018年–       |